# Prosekia galapagensis
Prosekia galapagensis là một loài chân đều trong họ Philosciidae. Loài này được Andersson miêu tả khoa học năm 1960.